# Dar Rassâa
Le Dar Rassâa est une demeure historique située à la rue des Tamis dans la médina de Tunis. Cette demeure est classée dans l'inventaire de Jacques Revault, membre du Groupe de recherches et d'études sur le Proche-Orient, comme l'une des grandes demeures citadines historiques de Tunis.
Demeure du XVIe ou XVII e siècles, elle est l'une des plus anciennes demeures du quartier. Installés à Tunis depuis le XVe siècle, les Rassâa, anciens propriétaires de la demeure, sont l'une des plus anciennes familles au sein de la notabilité tunisoise ; leur ancêtre est un sculpteur de minbar et descendent des compagnons (Ansâr) du prophète Mahomet. Des dignitaires politiques et surtout des religieux du sultanat hafside en sont issus. Au XIXe siècle, ils participent à la vie de la médina comme adls (témoins-notaires) ou chahed (notaires) auprès du Bayt al-mâl (en) et des chaouachis (artisans de chéchias).
L'architecture de la demeure est de type hafside, avec une façade munie d'une porte à linteau droit sur fond de grès coquiller entre trois colonnes de marbre à chapiteau antique. Elle est composée d'un vestibule (skifa), d'un patio dallé de calcaire (kadhal) et agrémenté d'orangers entourée d'apparentements. D'un côté, une citerne et puits prennent place devant les anciennes servitudes. On note la présence de kadhal, de plâtre sculpté de motifs octogonaux et de colonnes de marbre à chapiteaux hafsides.